# En otra vida
«En otra vida» es una canción interpretada por la cantante argentina Yami Safdie y el cantante venezolano Lasso. Fue publicada el 10 de octubre de 2024 como sencillo a través de Warner Music Latina. La canción es una balada romántica que expresa en su letra una historia de amor no realizada desde una perspectiva nostálgica y melancólica. 
Por otra parte, Safdie lanzó dos versiones alternativas del sencillo, la primera en versión cuarteto con el cantante argentino Luck Ra y la agrupación argentina Q' Lokura, y la segunda versión incorporó sonidos de la música regional mexicana, que incluyó al cantante mexicano Carín León.

## Antecedentes y lanzamiento
En junio de 2024, Safdie subió a su cuenta de TikTok un video cantando un fragmento de la canción, la cual había comenzado a componer ese mismo día y captó la atención de Lasso, quien había comentado el video y a partir de allí se pusieron en contacto para comenzar a trabajar juntos en la colaboración del tema. En septiembre de ese año, Safdie siguió compartiendo más adelantos de la canción en sus redes sociales y en su cuenta de Instagram reveló que «En otra vida» sería lanzado como sencillo el 10 de octubre de 2024.

## Composición y letra
«En otra vida» es una balada romántica con elementos del vals mexicano y el pop latino. Para la composición de la lírica, Safdie y Lasso se inspiraron en experiencias personales, como así también en las vivencias de otras personas. La letra narra la historia de un amor frustrado y repasa los sueños compartidos, las promesas incumplidas y los momentos vividos, pero a la vez imagina la posibilidad de haber hecho las cosas distintas en una realidad alternativa con ese amor no realizado.

## Desempeño comercial
El sencillo logró ser un éxito comercial ubicándose dentro de las primeras 50 posiciones en la listas de Spotify en Argentina, Chile, Colombia y España. El sencillo ganó popularidad en TikTok, donde los usuarios utilizaban algunas partes de la canción para compartir sus historias, lo que impulsó su viralización convirtiéndose en un fenómeno musical en las redes sociales. En Argentina, durante la semana del 3 de noviembre de 2024, «En otra vida» debutó en el puesto 83 de la lista Argentina Hot 100 de Billboard. A la semana siguiente, la canción escaló 31 posiciones en la lista, ubicándose en el puesto 52 por lo que fue nombrado como Greatest Gainer de la semana. En la última semana de diciembre de 2024, el sencillo alcanzó su pico en la lista, llegando a la posición número 6. En México, la versión con Carín León lideró las listas radiales de música pop, a una semana de su lanzamiento.

## Video musical
El videoclip fue dirigido por Ornella De Virgilio y filmado en México. El video presenta, en sus primeros segundos, a Safdie sentada sola del lado derecho de una mesa y a Lasso de la misma manera del lado izquierdo, sin embargo, luego muestra que llega una versión alternativa de Safdie que comienza a interactuar de forma romántica con Lasso, develando como hubiera sido su relación si no estaban separados.

## Presentaciones en vivo
La canción fue interpretada por primera vez en vivo por Safdie y Lasso durante la premiación de los Kids' Choice Awards México en 2024. En abril de 2025, presentó el sencillo en una emisión del programa español La revuelta de RTVE.

## Premios y nominaciones
| Premiación               | Año  | Categoría           | Resultado | Ref.   |
| ------------------------ | ---- | ------------------- | --------- | ------ |
| Premios Carlos Gardel    | 2025 | Canción del año     | Nominada  | [ 16 ] |
| Premios Carlos Gardel    | 2025 | Mejor colaboración  | Nominada  | [ 16 ] |
| Premios Carlos Gardel    | 2025 | Mejor canción pop   | Nominada  | [ 16 ] |
| Premios Heat Latin Music | 2025 | Mejor canción viral | Nominada  | [ 17 ] |
| TikTok Awards            | 2025 | Trend del año       | Nominada  | [ 18 ] |

## Posicionamiento en las listas
| Listas (2024-2025)                                    | Mejor posición |
| ----------------------------------------------------- | -------------- |
| Argentina (Monitor Latino) Versión cuarteto           | 13             |
| Argentina Hot 100 (Billboard)                         | 6              |
| Bolivia (Billboard)                                   | 16             |
| Bolivia (Monitor Latino) Versión cuarteto             | 13             |
| Bolivia (Monitor Latino) Versión con Carín León       | 16             |
| Chile (Monitor Latino) Versión con Carín León         | 7              |
| Ecuador (Billboard)                                   | 19             |
| España (PROMUSICAE)                                   | 54             |
| Guatemala Pop (Monitor Latino) Versión con Carín León | 15             |
| México (Monitor Latino) Versión con Carín León        | 10             |
| Panamá Pop (Monitor Latino) Versión con Carín León    | 11             |
| Paraguay Pop (Monitor Latino) Versión con Carín León  | 7              |
| Perú (Billboard)                                      | 24             |
| Perú (Monitor Latino) Versión con Carín León          | 16             |
| Venezuela Pop (Monitor Latino) Versión con Carín León | 9              |

| Listas (2025)                   | Mejor posición |
| ------------------------------- | -------------- |
| Paraguay (SGP) Versión cuarteto | 97             |

## Certificaciones
| País   | Organismo certificador | Certificación | Ventas certificadas | Simbolización | Ref.   |
| ------ | ---------------------- | ------------- | ------------------- | ------------- | ------ |
| España | PROMUSICAE             | Oro           | 30 000              | ●             | [ 35 ] |

## Créditos y personal
Adaptados desde Genius.

### Producción
- Yami Safdie: voz, composición
- Lasso: voz, composición
- Gonzalo «Cocodrilo» Ferreyra: producción, composición, instrumentación

### Técnico
- Gonzalo «Cocodrilo» Ferreyra: ingeniería de mezcla
- Eduardo Bergallo: ingeniería de masterización

## Historial de lanzamientos
| Región | Fecha                   | Formato(s)                 | Discográfica        | Versión        | Ref.   |
| ------ | ----------------------- | -------------------------- | ------------------- | -------------- | ------ |
| Varios | 10 de octubre de 2024   | Descarga digital streaming | Warner Music Latina | Original       | [ 37 ] |
| Varios | 12 de diciembre de 2024 | Descarga digital streaming | Warner Music Latina | Cuarteto       | [ 38 ] |
| Varios | 2 de enero de 2025      | Descarga digital streaming | Warner Music Latina | Con Carín León | [ 39 ] |